# (758) Манкуния
(758) Манкуния (лат. Mancunia) — небольшой астероид из группы главного пояса, который был открыт 18 мая 1912 года южноафриканским астрономом Гарри Вудом в обсерватории Йоханнесбурга и назван в честь латинского названия английского города Манчестер.

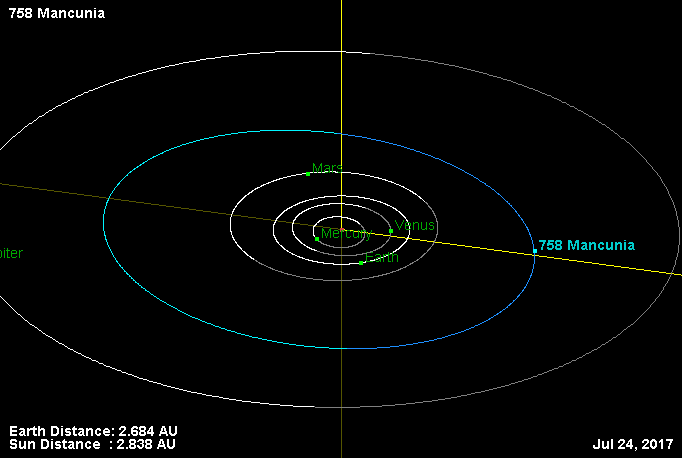
Орбита астероида Манкуния и его положение в Солнечной системе